# 닛신역 (홋카이도)
닛신역(일본어: 日進駅)은 일본 홋카이도 나요로시에 있는 홋카이도 여객철도 소야 본선의 역이다. 역 번호는 W49이다.

## 역 구조
단선 승강장 1면 1선의 구조를 가진 지상역이다.

## 이용 현황
- 1992년 기준 이용객 2명.

## 역 주변
- 나요로 피아시리 스키장
- 나요로 선 피라 유스호스텔

## 인접 역
| 홋카이도 여객철도 소야 본선 | 홋카이도 여객철도 소야 본선 | 홋카이도 여객철도 소야 본선 |
| --------------------------- | --------------------------- | --------------------------- |
| W48 나요로 아사히카와 방면  | ■ 소야 본선                 | 지에분 W51 왓카나이 방면    |